# Santiago Papasquiaro
Santiago Papasquiaro es una ciudad mexicana ubicada en el estado de Durango, cabecera del municipio homónimo. Es la cuarta ciudad más poblada del estado, tras Durango, Gómez Palacio y Lerdo.
La ciudad se ubica en las laderas orientales de la Sierra Madre Occidental. Se encuentra a una altitud de 1750 m sobre el nivel del mar. La agricultura, el comercio, la actividad forestal y sobre todo la ganadería son fundamentales en la economía local. Cuenta con dos instituciones de nivel superior que son el Instituto Tecnológico Superior de Santiago Papasquiaro y la Universidad Autónoma de Durango campus Santiago y un hospital general inaugurado por el ministro Alfredo Terán.
Santiago Papasquiaro es conocida por su pinole, motivo por el que se le apoda "pinoleros" a las personas originarias de la ciudad.[cita requerida]

## Personajes famosos
- Silvestre Revueltas (31 de diciembre de 1899 – 5 de octubre de 1940) fue un compositor de música clásica, violinista y director nacido en Santiago Papasquiaro.
- Fermín Revueltas (1901-1935), pintor, nació en Santiago Papasquiaro, segundo hijo de una familia de diez, todos dotados para las artes.
- José Revueltas (1914-1976), reconocido escritor, perteneciente también a la familia Revueltas, nació en Santiago Papasquiaro un 20 de noviembre.
- Marlene Favela (1977-), actriz y modelo

## Historia
Según el libro monográfico de Rodrigo Brambila Mandujano titulado "Monografía Santiago Papasquiaro" la historia del municipio 032 no es ni fue exclusiva de tal o cual personaje, es clara y contundente del pueblo en sí, desde tiempos inmemorables.
Bernardo Coussin, franciscano descubridor de la entrada al valle, después de fundar una misión en el Alamillo, fue mártir en 1555, al caer en manos de un grupo de nativos americanos.
Escarmentando a los tepehuanes-tarascos, dejan ese mismo sitio a los soldados vascos mineros y a un pequeño grupo de indios aztecas y tarascos, para que trabajen y vayan fundando un real de minas, donde se le comienza a llamar Santiago, junto al nombre tarasco de "Papasquiaro".
42 años después de la primera fundación que hizo el padre Bernardo Coussin, Jerónimo Ramírez, fraile jesuita, hace una segunda fundación en la Semana Santa del año de 1597, debido a que el pueblo era fransiscano, mas no jesuita.
Entre el año 1608 y el 1616 se termina la construcción de la iglesia con advocación al apóstol Santiago, el "matamoros" y "mata-indios", mas no Santiago apóstol ni Santiago el peregrino.
Al sur de la ciudad existió un pequeño pueblo de indios llamado "Papasquialli".
El científico y explorador noruego Carl Lumholtz, en su libro El México Desconocido dice que Papasquiaro probablemente quiere decir "paz quiero". Esta traducción se ha tomado, considerando que cuando los indios conquistados por los españoles, en uno de sus encuentros de armas, los indígenas fueron desastrosamente masacrados y en la desesperación de la derrota gritaban ¡Papasquialli!, ¡Papasquialli!. Sabiéndose después que era la palabra con que pedían paz, es decir, ¡Paz quiero![cita requerida]
Mientras que E. Gámiz dice en su obra: «En Papasquiaro se construyó un templo, por lo cual se le puso tal nombre: "Lugar donde radican los Papas", en donde Papas significa Sacerdote. Papasquiaro significa "Sacerdotes del Templo o Casa de las Águilas".»

## Clima
| Parámetros climáticos promedio de Santiago Papasquiaro, Durango (1740 msnm) normales 1991–2020 | Parámetros climáticos promedio de Santiago Papasquiaro, Durango (1740 msnm) normales 1991–2020 | Parámetros climáticos promedio de Santiago Papasquiaro, Durango (1740 msnm) normales 1991–2020 | Parámetros climáticos promedio de Santiago Papasquiaro, Durango (1740 msnm) normales 1991–2020 | Parámetros climáticos promedio de Santiago Papasquiaro, Durango (1740 msnm) normales 1991–2020 | Parámetros climáticos promedio de Santiago Papasquiaro, Durango (1740 msnm) normales 1991–2020 | Parámetros climáticos promedio de Santiago Papasquiaro, Durango (1740 msnm) normales 1991–2020 | Parámetros climáticos promedio de Santiago Papasquiaro, Durango (1740 msnm) normales 1991–2020 | Parámetros climáticos promedio de Santiago Papasquiaro, Durango (1740 msnm) normales 1991–2020 | Parámetros climáticos promedio de Santiago Papasquiaro, Durango (1740 msnm) normales 1991–2020 | Parámetros climáticos promedio de Santiago Papasquiaro, Durango (1740 msnm) normales 1991–2020 | Parámetros climáticos promedio de Santiago Papasquiaro, Durango (1740 msnm) normales 1991–2020 | Parámetros climáticos promedio de Santiago Papasquiaro, Durango (1740 msnm) normales 1991–2020 | Parámetros climáticos promedio de Santiago Papasquiaro, Durango (1740 msnm) normales 1991–2020 |
| Mes                                                                                            | Ene.                                                                                           | Feb.                                                                                           | Mar.                                                                                           | Abr.                                                                                           | May.                                                                                           | Jun.                                                                                           | Jul.                                                                                           | Ago.                                                                                           | Sep.                                                                                           | Oct.                                                                                           | Nov.                                                                                           | Dic.                                                                                           | Anual                                                                                          |
| ---------------------------------------------------------------------------------------------- | ---------------------------------------------------------------------------------------------- | ---------------------------------------------------------------------------------------------- | ---------------------------------------------------------------------------------------------- | ---------------------------------------------------------------------------------------------- | ---------------------------------------------------------------------------------------------- | ---------------------------------------------------------------------------------------------- | ---------------------------------------------------------------------------------------------- | ---------------------------------------------------------------------------------------------- | ---------------------------------------------------------------------------------------------- | ---------------------------------------------------------------------------------------------- | ---------------------------------------------------------------------------------------------- | ---------------------------------------------------------------------------------------------- | ---------------------------------------------------------------------------------------------- |
| Temp. máx. abs. (°C)                                                                           | 32                                                                                             | 34.5                                                                                           | 37                                                                                             | 38                                                                                             | 41                                                                                             | 41                                                                                             | 39                                                                                             | 39                                                                                             | 37                                                                                             | 35                                                                                             | 33                                                                                             | 32                                                                                             | 41                                                                                             |
| Temp. máx. media (°C)                                                                          | 21.9                                                                                           | 24.4                                                                                           | 27.8                                                                                           | 30.9                                                                                           | 33.4                                                                                           | 33.8                                                                                           | 31.5                                                                                           | 30.6                                                                                           | 29.2                                                                                           | 28.1                                                                                           | 24.9                                                                                           | 21.8                                                                                           | 28.2                                                                                           |
| Temp. media (°C)                                                                               | 11.9                                                                                           | 13.8                                                                                           | 16.6                                                                                           | 19.8                                                                                           | 22.7                                                                                           | 24.3                                                                                           | 23.1                                                                                           | 22.5                                                                                           | 21.2                                                                                           | 18.5                                                                                           | 14.7                                                                                           | 12.0                                                                                           | 18.4                                                                                           |
| Temp. mín. media (°C)                                                                          | 1.8                                                                                            | 3.1                                                                                            | 5.3                                                                                            | 8.6                                                                                            | 12.0                                                                                           | 14.8                                                                                           | 14.7                                                                                           | 14.4                                                                                           | 13.2                                                                                           | 9.0                                                                                            | 4.5                                                                                            | 2.2                                                                                            | 8.6                                                                                            |
| Temp. mín. abs. (°C)                                                                           | -9                                                                                             | -6                                                                                             | -4                                                                                             | 0                                                                                              | 0                                                                                              | 0                                                                                              | 0                                                                                              | 2                                                                                              | 0                                                                                              | -2                                                                                             | -6                                                                                             | -8                                                                                             | -9                                                                                             |
| Precipitación total (mm)                                                                       | 14.4                                                                                           | 7.7                                                                                            | 9.8                                                                                            | 5.1                                                                                            | 10.7                                                                                           | 71.7                                                                                           | 151.5                                                                                          | 147.6                                                                                          | 101.9                                                                                          | 30.4                                                                                           | 10.9                                                                                           | 5.9                                                                                            | 567.6                                                                                          |
| Fuente: Servicio Meteorológico Nacional                                                        |                                                                                                |                                                                                                |                                                                                                |                                                                                                |                                                                                                |                                                                                                |                                                                                                |                                                                                                |                                                                                                |                                                                                                |                                                                                                |                                                                                                |                                                                                                |